# نصف‌النهار ۱۷۰ درجه شرقی
نصف‌النهار ۱۷۰ درجه شرقی ۱۷۰مین نصف‌النهار شرقی از گرینویچ است که از لحاظ زمانی ۱۱ساعت و ۲۰دقیقه با گرینویچ اختلاف زمانی دارد.
این نصف‌النهار از قطب شمال شروع و از مناطق زیر گذشته و به قطب جنوب ختم می‌شود.
- روسیه
- اقیانوس آرام
- 🇳🇿 نیوزیلند